# Филип Рабангски
Филип Рабангски (+ 1457) је светитељ Руске православне цркве, поштован као монах, оснивач и игуман манастира у Вологдској области.
Подаци о Филиповом пореклу, о месту и времену његовог рођења нису сачувани. Његови први духовни подвизи догодили су се у Глушичком манастиру, где је Филип примио монашки постриг. У то време, игуман Глушичког манастира био је подвижник Дионисије Глушицки. 
После Дионисијеве смрти 1437. године, Филип је неко време остао под вођством Дионисијевог наследника Амфилохија, али је, оптерећен великим бројем братије, одлучио да напусти манастир и, далеко од сваког насеља, на окуци реке Рабангске Сухоне, саградио је себи келију североисточно од Вологода. Филипова самоћа је убрзо била поремећена: локални становници су почели да му долазе, једни за савет и молитве, други тражећи усамљенички живот; тако се, мало по мало, окупило братство. На молбу овог братства Филип је замолио архиепископа ростовског Јефрема за благослов за подизање цркве и манастира на Рабанги. Владика је дао благослов. Јефрем је снабдео Филипа свим потребним за освећење цркве и поставио га за игумана новог манастира. 
Манастирска црква је посвећена Преображењу Господњем 1447. године, а основан је Спасо-Преображенски манастир Рабангски. Десет година касније, 15. новембра 1457, Филип је умро. Његово тело сахрањено је у близини цркве. 
Године 1564. Иван Грозни је пренео имања у манастир. Године 1744. на моштима Филипа Рабангског саграђена је двоспратна камена црква у част Преображења Господњег. Рабангски Преображенски манастир Светог Филипа постојао је до 1764. године; Ове године је претворена у парохијску цркву села Рабангскаја Слобода. Црква је дигнута у ваздух 1930-их година.